# Turn Up the Radio

Мадонна під час зйомок кліпу "Turn Up the Radio".

Turn Up the Radio — пісня співачки Мадонни з її дванадцятого студійного альбому MDNA. Пісня написана Мадонною, Мартіном Солвейгом, Майклом Тоджманом та Джейд Уіл'ямз, спродюсована Мадонною та Солвейгом. Це танцювальна композиція з елементами жанрів pop та електроденс.
В пісні "Turn Up the Radio" йдеться про силу музики, якою, за закликом Мадонни до слухачів, краще насолоджуватись увімкнувши радіо якомога гучніше (аж доки не вибухнуть динаміки). Пісня стала третім синглом з альбому та комерційно вийде 5 серпня 2012 року у США та Великій Британії  . Музичні критики оцінили пісню здебільшого позитивно, більшість з них охарактеризували її як кульмінацію альбому та гідно вшанували авторів. Тим не менше, деякі критики слушно дали негативну оцінку тексту пісні за одноманітність та часте повторення приспіву. Пісню влючено до сет-лісту The MDNA Tour.

## Кліп
Відеокліп на пісню "Turn Up the Radio" було знято у італійському місті Флоренція 18 червня 2012. Режисером став Том Манро, з яким Мадонна вже працювала у 2008 році над створенням відеодекорацій для світового шоу "Sticky & Sweet Tour" та кліпу "Give It 2 Me". Прем'єра кліпу відбулась 16 липня на офіційній сторінці VEVO. В кінці відеокліпу водій говорить італійською: "La festa è finita, adesso allacciati la cintura stronzetta!", що перекладається як: "Вечірка вже завершилась, пристібни ремінь безпеки, суко!".

## Виконання наживо
```
Пісня "Turn Up the Radio" за сет-лістом 
MDNA Tour
 виконується третьою у другому акті. Після відеоінтерлюдії "Turning Up The Hits" з уривками деяких найкращих хітів співачки, пісня виконується Мадонною на гітарі. Виконання супроводжується рухом деяких конструкцій сцени. 
[
3
]
```

## Фрагменти офіційних версій пісні
- «Turn Up the Radio (Album Version)»ⓘ
- «Turn Up the Radio (Offer Nissim Club Remix)»ⓘ
- «Turn Up The Radio (R3hab's Surrender)»ⓘ
- «Turn Up The Radio (Richard Vission Speakers Blow Remix)»ⓘ
- «Turn Up The Radio (Leo Zero Remix)»ⓘ
- «Turn Up The Radio (Marco V Remix)»ⓘ